# Sant Jaume de Calaons
Sant Jaume de Calaons (en documents antics, de Calahons o Casalons) és una ermita de la comuna nord-catalana de Catllà, a la comarca del Conflent. Antigament havia estat un priorat que depenia de Sant Miquel de Cuixà.
És situada a 531 m d'altitud, a prop del centre de la meitat nord del terme comunal, al nord del poble de Catllà. És a prop a llevant del Camí del Llenguadoc.

## Història
El lloc és esmentat per primer cop al 968, en el privilegi del Papa Joan XII confirmant la possessió de la vila de Catllà en favor del monestir de Cuixà, on s'indica com a límit in ipsa archae de Casalono. Per la seva situació, Calaons fou durant molt de temps la frontera entre Catalunya i Occitània, i posteriorment entre el regne de França i el regne d'Espanya fins al 1659.
L'església (Ecclesia Sancti Jacobi) ja és esmentada el 1225. A partir del segle XII s'hi establí un priorat (el segon en pocs quilòmetres, perquè també ho era Santa Maria de Riquer, al mateix terme), però al cap d'uns anys va ser secularitzat i, posteriorment, abandonat. Amb la revifada de l'eremitisme, que a la Catalunya del Nord tingué una força especial a la fi del segle disset, el lloc tornà a ser habitat, llavors amb el nom d'Hermita de Sant Jaume de Calaons (1688). Diversos ermitans se succeïren, fins que les lleis de la Revolució Francesa prohibiren tots els llocs de culte que no fossin parròquies. El 1790 es tancà la històrica ermita, i la propietat confiscada s'alienà per 500 lliures en venda pública. Quan les disposicions anticlericals es relaxaren, l'ermitatge fou reobert. La propietat, a la primeria de la família Pradel, passà el 1852 a la família Vernet de Catllà; l'estat ruïnós del temple i l'habitatge annexos, però, i les despeses de sosteniment, també, mogueren Thérèse Vernet a vendre Sant Jaume per 500 francs a la comuna, representada pel seu batlle Gaudérique Vernis, el 30 d'abril del 1898. Poc després s'engegà una decidida restauració, acabada el 1899, amb la construcció de dues capelles laterals i una sagristia, la col·locació d'una nova teulada i la reconstrucció de la casa de l'ermità. La pèrdua del favor popular causà el tancament definitiu de l'ermita el 1926, i el seu traspàs al bisbe de Perpinyà Juli Carsalade du Pont; posteriorment, la capella fou restaurada el 1936.
El 1985, vist l'estat d'abandonament que presentava la construcció, es creà l'"Associació d'Amics de Sant Jaume de Calaons" (Association des Amis de Saint-Jacques de Calahons). Al 29 d'abril de l'any següent, l'Associació diocesana cedí la capella a l'ajuntament de Catllà pel preu simbòlic d'un franc, i això permeté d'encetar unes obres de restauració que foren impulsades per l'Associació d'Amics amb la col·laboració econòmica dels ajuntaments de Catllà, Eus i Marqueixanes. La família Grau donà una segona campana per al campanar d'espadanya (1988), es posaren vitralls nous (2001), hom repintà l'interior (2002) i es refeu la teulada (2003). La vida eremítica havia reprès el 1992, i un nou ermità substituí l'anterior el 2001. Anualment s'hi fan diversos aplecs d'ermita, un per cada comuna veïna (el 2013, l'1 d'abril s'hi feu la festa del Catllà, amb missa cantada, ballada de sardanes, costellada popular i ball de plaça; l'1 de maig la de Marqueixanes i el 5 de maig la d'Eus.
Com a decoració interior hi ha un retaule del 1629. L'estàtua-reliquiari del sant es conserva a l'església de Catllà.

### Priorat de Calaons
L'abadia de Cuixà fundà el Prioratus Sancti Jacobi de Casalonibus en el segle XII, però al segle següent les rendes i el títol de prior requeien en el Paborde de Calaons, un monjo conventual de Cuixà. El priorat fou dissolt de resultes de la Revolució Francesa.
| Prior                       | Anys              |
| Jaume Alegret               | 1391 i següents   |
| Guillem Benfet              | 1510-1516         |
| Amat Torras Antich          | 1627              |
| Francesc Calmo (o Calvo)    | 1645-1660         |
| Honorat Labana              | 1706              |
| Gaietà de Perarnau i Esprer | 1707-1711         |
| Manuel Viader               | 1741              |
| Francesc Terrats            | 1747              |
| Lluís de Camprodon          | 1766              |
| Gaietà de Terrena           | 1790, últim prior |

## L'edifici
Es tracta d'una església força gran, d'una sola nau, refeta totalment a començaments de l'edat moderna. És d'una sola nau, però té una capella a cada banda prop del presbiteri.

## Dolmens i Arca de Calaons
En la rodalia de l'ermita hi ha dos dòlmens i una sepultura en caixa. Encara que se'ls anomena "de Calaons", estan situats al límit de les comunes d'Eus, Molig i Catllà, majoritàriament en aquesta darrera. Un dels dos dòlmens s'ha enfonsat, però l'altre resta dempeus (42° 39′ 26.7″ N, 2° 24′ 58.4″ E / 42.657417°N,2.416222°E); a uns 20 metres hi ha les romanalles d'una petita tomba en caixa (l'"Arca de Calaons").